# Stefan Kątski
Stefan Jan Kątski, na emigracji w Kanadzie używał fonetycznej formy nazwiska Kontski (ur. 23 kwietnia 1898 w Sanoku, zm. 24 maja 1978 w Montrealu) – polski oficer, malarz-postimpresjonista, znawca i konserwator dzieł sztuki.

## Życiorys

### Młodość
Stefan Kątski urodził się 23 kwietnia 1898 w rodzinie szlacheckiej, pieczętującej się niegdyś herbem Brochwicz, kultywującej tradycje patriotyczne i wojskowe. Ród, z którego wywodził się artysta, korzeniami swymi sięga do połowy XIV wieku, tj. do czasów, kiedy żył protoplasta rodu Florian z Druszkowa (ok. 1330–1377), podrządczy niepołomicki, dziedzic Wojakowej, Kątów i Połomu w Ziemi Sądeckiej.
Dziecięce lata spędził w Sanoku. Jego rodzicami byli Henryk Władysław Koncki oraz Janina Zofia Koncka z domu Jodłowska, herbu Bończa. Ojciec Stefana urodził w 1866 roku, był radcą ministerialnym. Stefan miał dwóch braci - Henryka oraz Romana oraz siostrę - Zofię. Roman Koncki był podharcmistrzem, członkiem Komendy Chorągwi Harcerzy Śląskich; zginął tragicznie - śmiercią lotnika. 

### Służba wojskowa – LP, WP, PSZ na Zachodzie
W roku 1916, w wieku 18 lat, w czasie trwania I wojny światowej, Stefan Kątski wstąpił do Legionów Polskich Józefa Piłsudskiego, z którymi przeszedł legionowy szlak. Po odzyskaniu przez Polskę niepodległości został przyjęty do Wojska Polskiego. Jako podporucznik tabularny 60 pułku piechoty (Wielkopolskiej) Wojska Polskiego wziął udział w wojnie polsko-bolszewickiej w 1920 roku. Wraz z pułkiem wziął udział w tzw. wyprawie kijowskiej wojsk polskich z marszałkiem Józefem Piłsudskim na czele. Wcześniej walczył na Wołyniu, gdzie pułk Kątskiego zdobył m.in. Berdyczów, a następnie toczył ciężkie walki pod Kijowem, do którego 60 pp wkroczył 8 maja 1920 roku. W maju 1920 roku pułk Kątskiego przeniesiono na pozycje frontowe nad Berezynę, skąd w czerwcu 1920 roku, wskutek kontrnatarcia wojsk bolszewickich, 60 pp wyparty został pod Grodno, a jeszcze później w rejon Warszawy. W sierpniu w wyniku kontrnatarcia wojsk polskich 60 pp osiągnął granice Prus Wschodnich, odcinając możliwość wycofania się 4 Armii bolszewickiej gen. Jewgienija Siergiejewa. Następnie pułk otrzymał rozkaz przemarszu do Kamieńca Litewskiego, skąd później nacierał w kierunku Wołkowyska. W listopadzie 1920 roku w oczekiwaniu na rozejm pomiędzy walczącymi stronami, pułk otrzymał zadanie ochrony linii demarkacyjnej. 12 grudnia 1920 roku, jeszcze przed podpisaniem traktatu pokojowego w Rydze (18 marca 1921), na rozkaz naczelnego dowództwa pułk Kątskiego otrzymał rozkaz dyslokacji i powrotu do Ostrowa Wielkopolskiego. Kątski został awansowany do stopnia porucznika rezerwy piechoty. W 1923, 1924 był oficerem rezerwowym macierzystego 60 pułku piechoty, stacjonującego w Ostrowie Poznańskim. W 1934 jako porucznik rezerwy był przydzielony do 4 pułku piechoty Legionów i pozostawał wówczas w ewidencji Powiatowej Komendy Uzupełnień Katowice.
We wrześniu 1939 roku Stefan Kątski jako oficer WP w stopniu porucznika piechoty, wziął udział w kampanii obronnej. Następnie drogą przez Węgry, przedostał się do Francji, do formowanych tam oddziałów Armii Polskiej w obozie szkoleniowym – Camp de Coëtquidan – Guer, departament Morbihan/Bretania. Po upadku Francji i ewakuacji pozostałych wojsk polskich do Wielkiej Brytanii, od czerwca 1940 roku, Stefan Kątski służył w I Korpusie Polskich Sił Zbrojnych, z przydziałem na konserwatora do Archiwum i Muzeum PSZ na Zachodzie w Gask House w hrabstwie Perthshire, w Szkocji.

### Dalsza edukacja
W roku 1921 Stefan Kątski rozpoczął studia artystyczne na Akademii Sztuk Pięknych w Krakowie na kierunku – malarstwo. Studiował początkowo w pracowniach Józefa Mahoffera, Wojciecha Weissa oraz na krótko u Ignacego Pieńkowskiego, by studia zakończyć w pracowni Józefa Pankiewicza, z którym spotka się ponownie w jego paryskiej pracowni w roku 1927. Krakowskie studia ukończył w roku 1924. W tym samym roku Stefan Kąski wyjechał do Florencji, gdzie przez trzy kolejne lata, kontynuował studia artystyczne w Galleria dell’Accademia (Akademia Sztuk Pięknych i Muzeum), na kierunku malarstwa renesansowego i fresku. Kontynuacją studiów malarskich w latach 1927–1930 była École nationale supérieure des beaux-arts de Paris (Państwowa Wyższa Szkoła Sztuk Pięknych w Paryżu).
W tym samym czasie w Paryżu, dołączył do grupy skupionej w Komitecie Paryskim zwanej też kapistami, pod kierunkiem prof. Józefa Pankiewicza, kierującego od 1925 roku, paryską filią Akademii Sztuk Pięknych w Krakowie. Jego kolegami z tego okresu byli m.in. Jan Cybis, Józef Czapski, Zygmunt Waliszewski oraz rówieśnik Piotr Potworowski. W roku 1931 Kątski powrócił do Polski.

### Działalność artystyczna

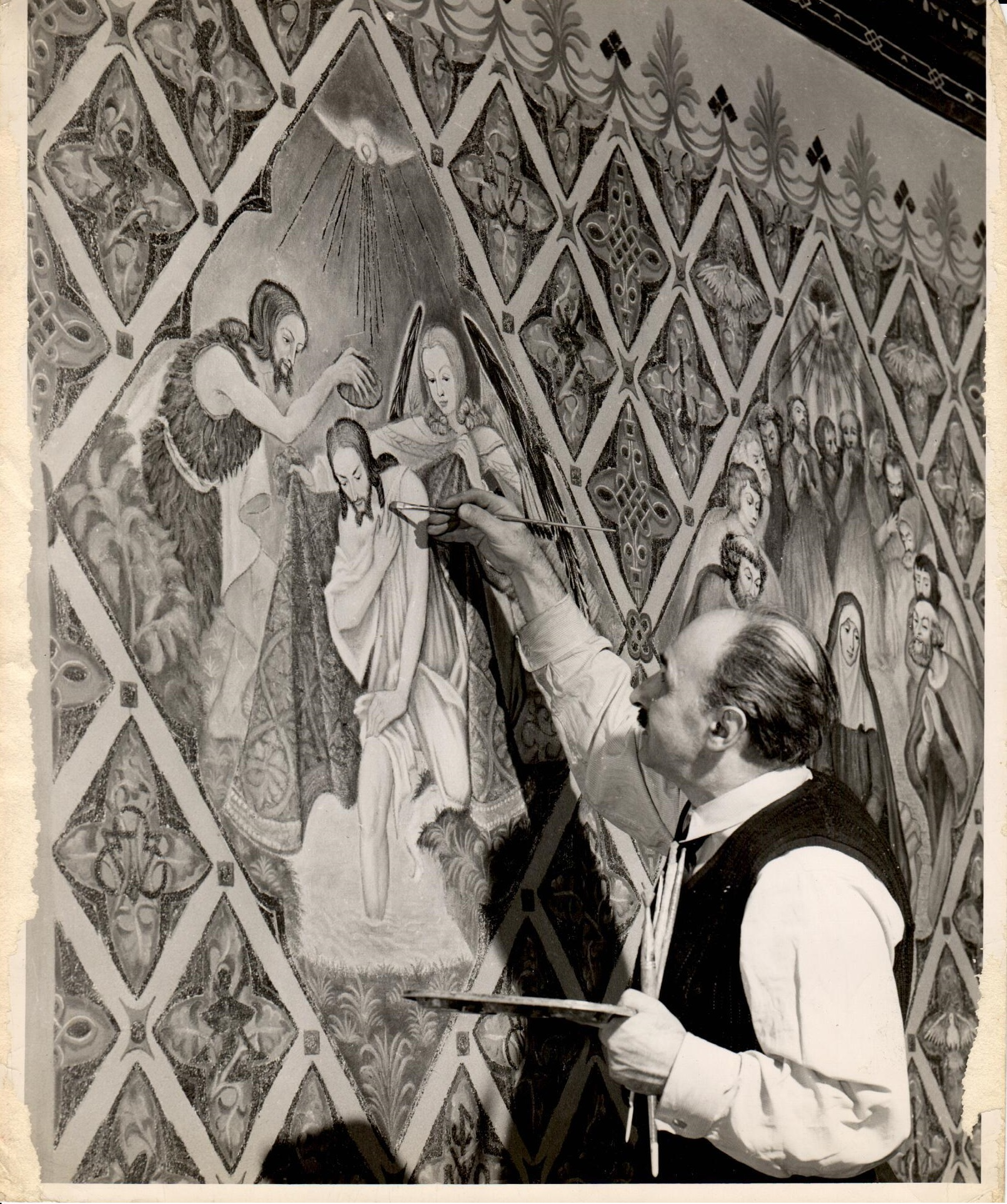
Stefan Kątski w trakcie tworzenia polichromii, kościół MBCz w Montrealu/ Kanada, fot. autor nieznany

Stefan Kątski na początku swojej działalności artystycznej, prócz malarstwa, wyspecjalizował się w konserwacji i renowacji starych płócien oraz polichromii sakralnych. W malarstwie najbardziej oddawał się jednak koloryzmowi, pozostając do końca życia wierny malarskiemu nurtowi postimpresjonizmu.
W latach 30. XX wieku, był prawdopodobnie jedynym znawcą na świecie sztuki, którą odkrył powtórnie oraz posiadł wiedzę i technikę tworzenia – kurdybanu – płaskorzeźby mauretańskiej w skórze, wytwarzanej w dawnych wiekach jedynie przez hiszpańskich Maurów. Wiedzę o tej technice zgłębiał we Francji i w hiszpańskiej Grenadzie.
Od 1931 roku, po powrocie do Polski, przystąpił do Zrzeszenia Artystów Plastyków „Zwornik”, powołanego w 1928 roku z inicjatywy czterech absolwentów krakowskiej Akademii Sztuk Pięknych: Emila Krchy, braci Kaspra i Stanisława Pochwalskich oraz Kazimierza Rutkowskiego.
W latach 1930–1939 przebywając w Polsce, Stefan Kątski zaprojektował i wykonał renowację polichromii w ośmiu obiektach sakralnych na terenie kraju, w tym nową polichromię własnego autorstwa, drewnianego stropu, XVI wiecznego (1590) kościoła Św. Wawrzyńca w Chorzowie, który za sprawą Prezydenta Chorzowa Karola Grzesika, zakupiony został, a następnie przeniesiony z miejscowości Knurów w powiecie gliwickim do Chorzowa, na plac u zbiegu ulic Podgórnej (dziś Lwowskiej) i Konopnickiej.
O działalności artysty w Archiwum i Muzeum PSZ na Zachodzie brak jest szczegółowych informacji. Brak jest też publikacji w tym zakresie.
Po zakończonej wojnie i demobilizacji 1948 roku, Kątski ze Szkocji udał się na emigrację do Kanady. Osiadł w najpierw w Ottawie, gdzie początkowo utrzymywał się z udzielania dzieciom korepetycji z malarstwa oraz malowania pejzaży, wystawianych później w galerii przy Sparks Street w Ottawie.
Pierwsza krytykę twórczości Kątskiego w Kanadzie zawarł w 1948 roku, na łamach The Ottawa Citizen Carl Weiselberger, z uznaniem wyrażając się o obrazach artysty.
W roku 1950 na zaproszenie o. Bernarda Kazimierczyka z Montrealu, Stefan Kątski przyjechał do Montrealu, otrzymując propozycję opracowania projektu i wykonania dekoracji wnętrz, polonijnego kościoła franciszkańskiego Matki Bożej Częstochowskiej w Montrealu, przy Gascon Avenue.
Na tworzoną przez Kątskiego polichromię w dekorowanej świątyni MBCz w Montrealu składały się całe galerie fresków z motywami biblijnymi, w stylu włoskiego renesansu, oraz sceny z religijnej i duchowej historii Polski, a także elementy wystroju sakralnego świątyni o unikatowym znaczeniu – wytłaczane i pozłacane kurdybany. Tworzone przez artystę kurdybanowe tryptyki są artystycznym ukłonem mistrza dla tej świątyni i zarazem ewenementem w skali światowej jako sztuka islamska służąca jako element wystroju chrześcijańskich obiektów sakralnych. Z fresków, najcenniejszymi są: tryptyk z życia Św. Franciszka z Asyżu oraz tryptyk poświęcony męczennikowi i późniejszemu świętemu o. Maksymilianowi Kolbe, który został poświęcony 7 listopada 1977 roku, na kilka miesięcy przed śmiercią 80-letniego artysty. Do dziś, wnętrze kościoła MBCz w Montrealu, uchodzi za jedno z najokazalszych w tym mieście. Z wielkim uznaniem do dzieła Kątskiego w montrealskim kościele, odniósł się w roku 1952 Zbigniew Waruszyński w jubileuszowym wydaniu „Białego Orła”.

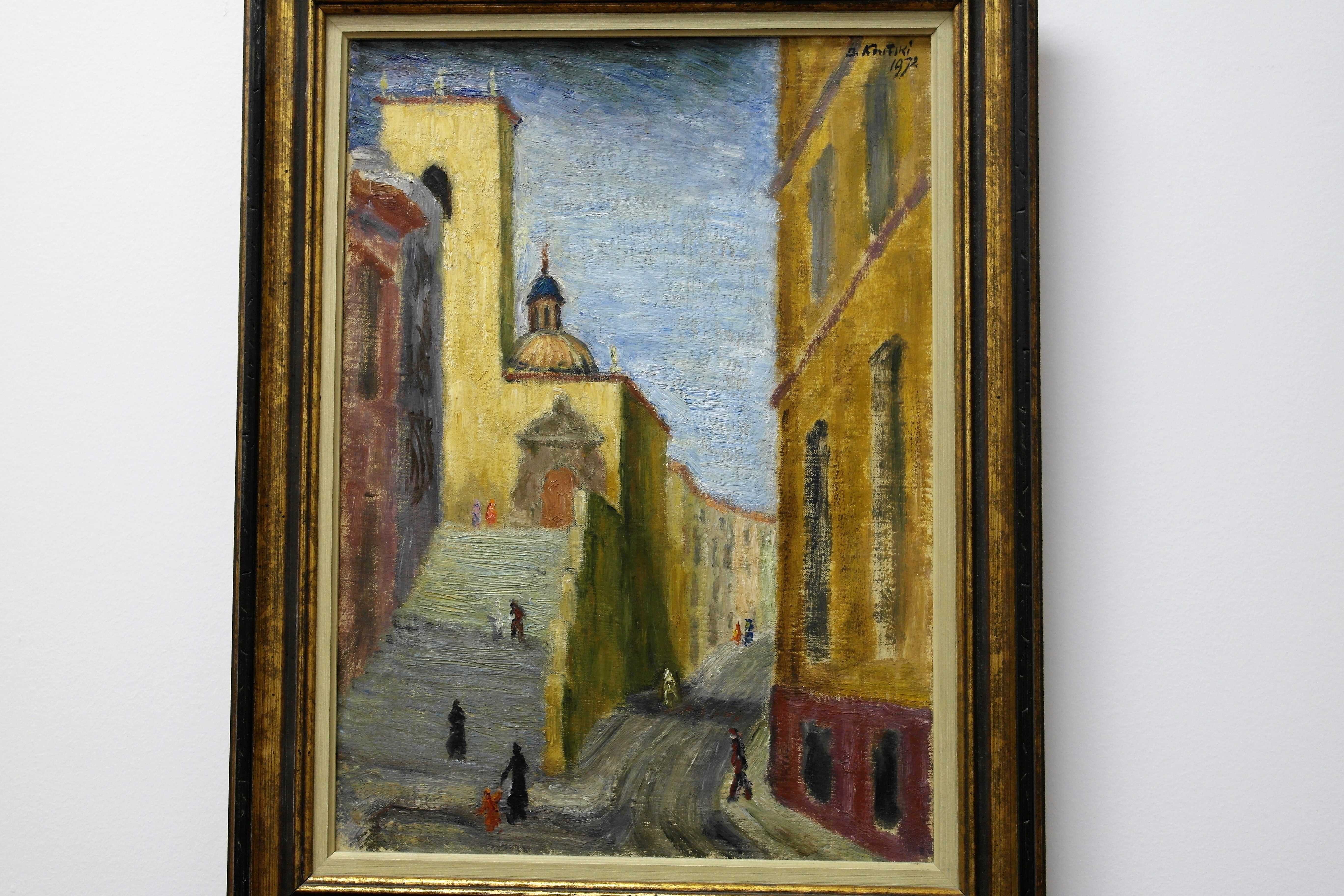
Stefan Kątski (Kontski), 1972, biblioteka Polskiego Instytutu Naukowego, Montreal/Kanada, fot. Katarzyna Szrodt

W latach 1957–1963 Stefan Kątski pracował w zakładach lotniczych Canadair, gdzie zatrudniony był na stanowisku kreślarza oraz ilustratora technicznego. W roku 1963 powrócił do renowacji obrazów i antyków.
Stefan Kątski był malarzem kolorystą, postimpresjonistą, malującym m.in. pejzaże. Artysta szczególnie upodobał sobie plenery w Hiszpanii, do której wyjeżdżał, i której nadmorskie wybrzeże utrwalał na płótnie w gorących, silnie nasyconych barwach[.
Artysta, prace swoje prezentował m.in. na Wielkiej prezentacji sztuki polskiej – „Exhibition of Slavonic Art”, która miała miejsce w grudniu 1951 roku, w Centrum Słowiańskim Uniwersytetu Montrealskiego McGilla. W 1954 roku, z okazji obchodów rocznicy Komisji Edukacji Narodowej, w oknie wystawowym domu towarowego Eaton w Montrealu, zaprezentowano prace Stefana Kątskiego, Oktawiana Jastrzębskiego, Jadwigi Ramzy, A. Romerowej oraz J. Zamoyskiej.
Należał wespół z Zofią Bobrowską, Oktawianem Jastrzębskim, Rafałem Malczewskim, Marią Mazur, Zbigniewem Suchodolskim, Stanisławem Zielińskim, Mają Lightbody, Herminą Thau, Andrzejem Manteuffelem, Stefanem Mrożewskim, Krystyną O’Rourke Zofią Słońską do Polskiego Klubu Rzemiosła Artystycznego – Polski Klub Zdobniczy przy Stowarzyszeniu Techników, który w roku 1956 zorganizował w czasie trwania Międzynarodowych Targów Montrealskich, wystawę prac Zofii Bobrowskiej, Stefana Kątskiego, Zofii Romerowej, Mary Schneider i Stefana Mrożewskiego.
Od 1957 roku należał do Stowarzyszenia Polskich Kombatantów, Koło Nr 7 w Montrealu. Był wieloletnim członkiem Polskiego Instytutu Naukowego w Montrealu.
Ważnym momentem w życiu artysty, w znamienny sposób podkreślający autorytet artysty jako znawcy w dziedzinie dzieł sztuki, był konserwatorski nadzór na skarbami wawelskimi. Od roku 1950 Kątski wraz z Józefem Krzywda-Polkowskim sprawował opiekę konserwatorską nad skarbami wawelskimi, zdeponowanymi przez rząd RP na Uchodźstwie, w Bank of Montreal w Ottawie oraz w Muzeum Prowincjonalnym Quebec City. Przez 10 lat, co roku wraz z Józefem Polkowskim oraz pozostałymi członkami delegacji, udawał się do skarbca muzeum prowincjonalnego, gdzie zdeponowane były skarby, przeprowadzając okresowe przeglądy i prace konserwatorskie.
W dniach 22 grudnia 1958 i 9 stycznia 1959 roku, Stefan Kątski wziął udział jako ekspert-rzeczoznawca z ramienia Polaków z Obozu Londyńskiego, w pracach komisji prof. Jerzego Szablowskiego (1906–1989) do zbadania stanu skarbów wawelskich, w skład której weszli przedstawiciele spadkobierców zmarłego w 1951 roku, powiernika i depozytariusza skarbów wawelskich, dr Stanisława Świerz-Zalewskiego oraz drugi depozytariusz inż. Józef Krzywda-Polkowski. W przeglądzie skarbów wawelskich, uczestniczył mec. Żurowski, testamentariusz polskiego dyplomaty, ostatniego posła i ministra pełnomocnego II RP w Kanadzie, oraz opiekuna skarbów wawelskich prof. Wacława Babińskiego.                                                                                                           

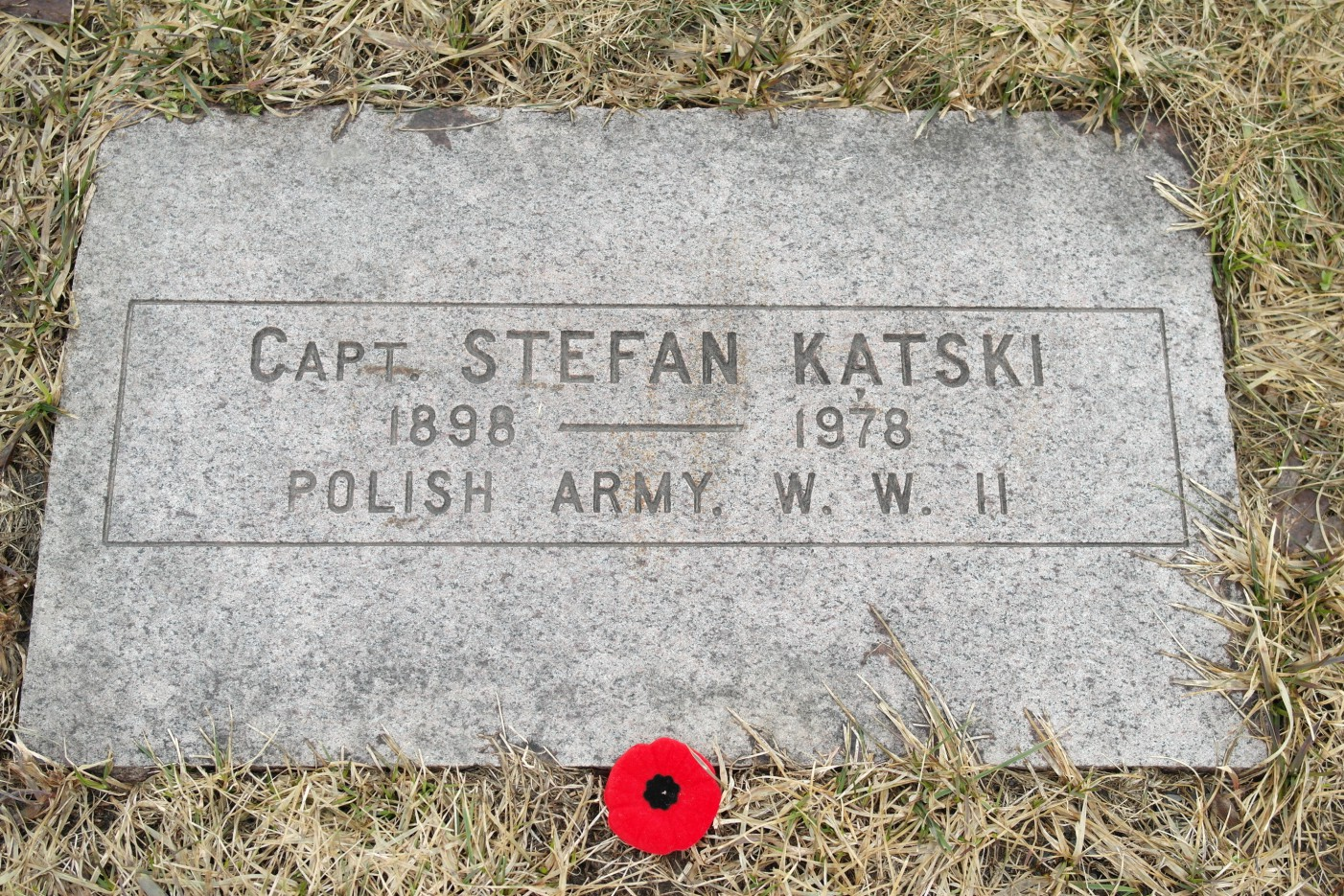
Tablica nagrobna w Alei Zasłużonych na Cmentarzu Weteranów „Field of Honour” w Pointe Claire, Quebec, Kanada, fot. K. Szrodt

3 maja 1977 został odznaczony przez Prezydenta RP na Uchodźstwie Krzyżem Kawalerskim Orderu Odrodzenia Polski.
Stefan Kątski zmarł 24 maja 1978 roku w Montrealu. Pochowany został w Alei Zasłużonych na Cmentarzu Weteranów „Field of Honour” (Pole Chwały) w Pointe Cleire, Quebec, Kanada. Nie założył rodziny. Należał do zasłużonych działaczy Polonii kanadyjskiej.

## Upamiętnienie
1 lutego 2017 roku Zarząd Związku Rodu Kątskich w Sanoku podjął uchwałę o realizacji projektu pod nazwą „Uhonorowanie pamięci Stefana Antoniego Kątskiego (1898–1978), artysty-malarza, tworzącego na emigracji w Kanadzie”, którego celem jest przybliżenie, upamiętnienie postaci artysty, oraz oddanie mu hołdu. Honorowy patronat nad projektem objął burmistrz Sanoka – Tadeusz Pióro
Projekt realizowany jest w Sanoku, gdzie 25 kwietnia 2017 r. w Sali Gobelinowej Sanockiego Zamku (Muzeum Historycznego w Sanoku) odbyła się sesja poznawcza, zorganizowana przez ZRK wspólnie z Muzeum Historycznym w Sanoku – „Życie i twórczość Stefana Kątskiego”, na której m.in. wykład „Stefan Kątski. Kanadyjski Portret Artysty” wygłosiła dr Katarzyna Szrodt z Montrealu, ekspert i autorka wielu prac o polskich artystach z tzw. wojennej i powojennej emigracji w Kanadzie.
19 sierpnia 2018 roku w ramach projektu uhonorowania osoby Stefana Kątskiego, na zamku sanockim odbyło się spotkanie ze Stefanem Władysiukiem - naczelnym bibliotekarzem Biblioteki Polskiej im. Wandy Stachiewiczowej Polskiego Instytutu Naukowego w Montrealu, goszczącym na zaproszenie Muzeum Historycznego w Sanoku oraz Związku Rodu Kątskich w Sanoku. Stefan Władysiuk znaczną część swojego wystąpienia poświęcił osobie Stefana Kątskiego w związku z 40 rocznicą śmierci artysty, przybliżając nieznane szczegóły z życia artysty, działalności artystycznej na emigracji w Kanadzie oraz działalności w Polskim Instytucie Naukowym w Montrealu.
21 września 2019 roku w Sali Gobelinowej zamku sanockiego odbyła się uroczysta premiera książki pt.: „Stefan Kątski (1898-1978). Historia nieznanego artysty”, pod red. Roberta Antonia, w której udział wzięli współautorzy pracy dr Katarzyna Szrodt z Montrealu, dr Irena Flora Liebich z Ottawy oraz Robert Antoń z Sanoka. W trakcie premiery przekazano jako dar dla Muzeum Historycznego w Sanoku obraz pędzla Stefana Kątskiego „Martwa natura”, 1975 zakupiony w Montrealu przez Związek Rodu Kątskich w Sanoku.
W ramach projektu zaplanowano również odsłonięcie tablicy pamiątkowej ku czci artysty, nazwania imieniem Stefana Kątskiego jednej z sanockich ulic.